# Arroyo del Gigante
Der Arroyo del Gigante ist ein Fluss in Uruguay.
Er entspringt auf dem Gebiet des Departamento Canelones in der Cuchilla Grande und dort im östlichen Teil der Stadt Las Piedras. Von dort verläuft er in überwiegend nördliche Richtung. Er passiert Villa San Cono westlich, unterquert die Rutas 67 und 69 und mündet schließlich nördlich des Paso del Gigante linksseitig in den Arroyo Canelón Chico.